# Útěchovice pod Stražištěm
Útěchovice pod Stražištěm é uma comuna checa localizada na região de Vysočina, distrito de Pelhřimov.